# Ауэршперги
Ауэршперг или Ауэрсперг (нем. Auersperg) — владетельный княжеский род с территории современной Словении, который дал Австрии множество политиков и генералов, включая нескольких премьер-министров. Ауэршперги владели одноимённым замком в 25 км от Любляны. По-словенски он называется Турьяк, откуда славянское название рода — Турьяшские (Turjaški).

## Происхождение и история рода
Владельцы замка выдвинулись в XVI—XVII веках на противостоянии с турками (см. битва при Сисаке). В 1630 году император Священной Римской империи пожаловал их графским титулом, а 23 года спустя Фердинанд III возвёл своего первого министра Иоганна фон Ауэршперга в князья империи. Хотя 1-й князь Ауэршперг в 1669 году попал в опалу, его потомки унаследовали накопленные им владения — Тенген в Швабии, Франкенштейн в Силезии, Готшее в Крайне и, самое главное, выморочное пястовское княжество Мюнстерберг в богемской части Силезии.
После продажи в 1791 году Мюнстерберга прусской короне имения Ауэршпергов были разделены между ветвями Цвейгской и Шонфельдшерской; при роспуске Священной Римской империи в 1806 году обе линии подверглись медиатизации.
Князь Карл фон Ауэршперг возглавлял австрийский кабинет в 1867—1868 годах, князь Адольф фон Ауэршперг — в 1871—1879 годах.
Граф Антон Александр фон Ауэршперг (1806—1876) — известный в своё время поэт, печатался под псевдонимом Анастазиус Грюн.
|                                               |  |                                              |  |                                              |
| Средневековая крепость Ауэршперг близ Кочевья |  | Руины замка герцогов Мюнстербергских, Польша |  | Барочный дворец Ауэршпергов в Вене (1706-10) |